# Bacchisa coronata
Bacchisa coronata är en skalbaggsart. Bacchisa coronata ingår i släktet Bacchisa och familjen långhorningar.

## Underarter
Arten delas in i följande underarter:
- B. c. coronata
- B. c. phillipinica